# Roth-Park

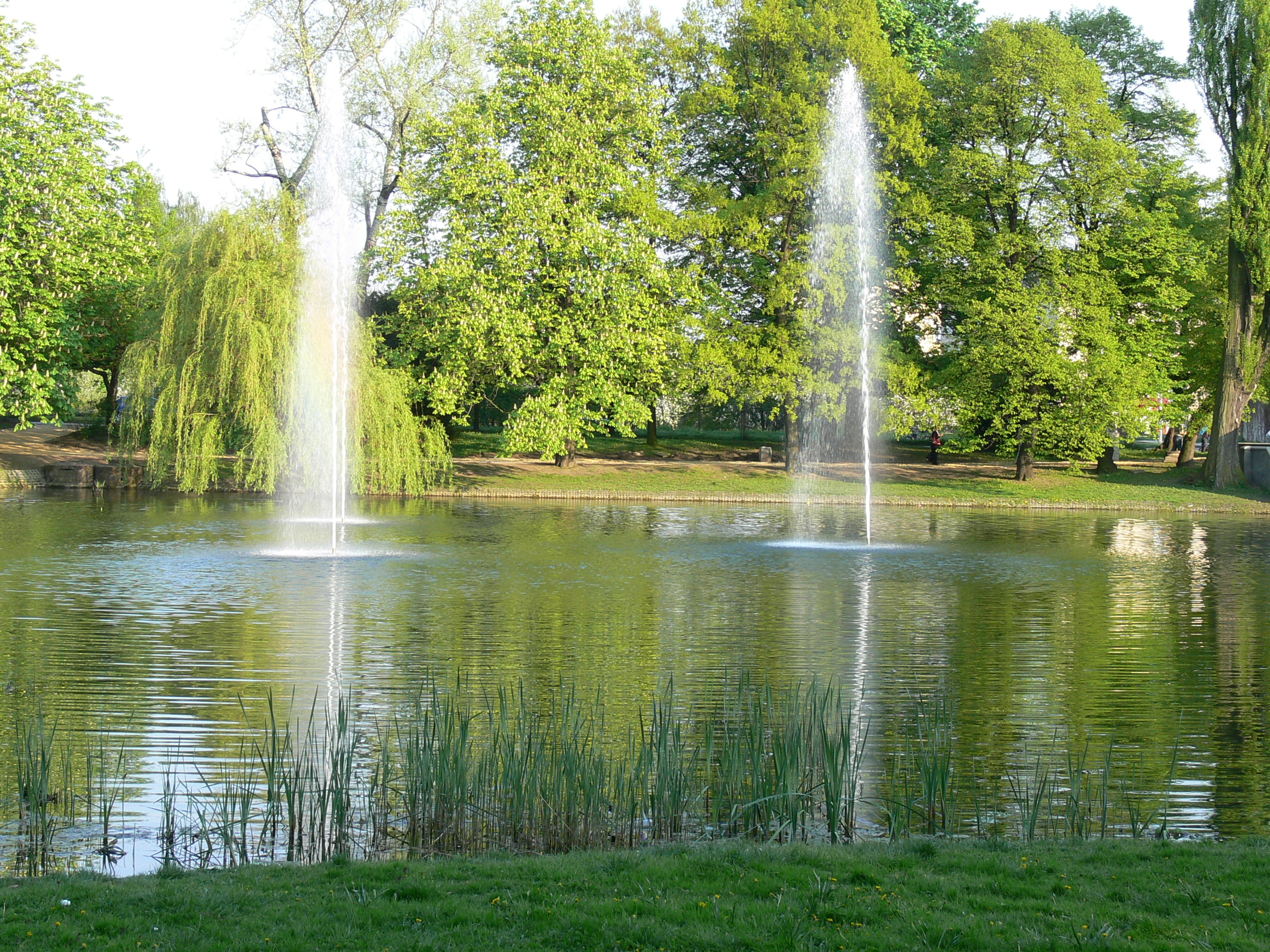
Teich mit Fontänen

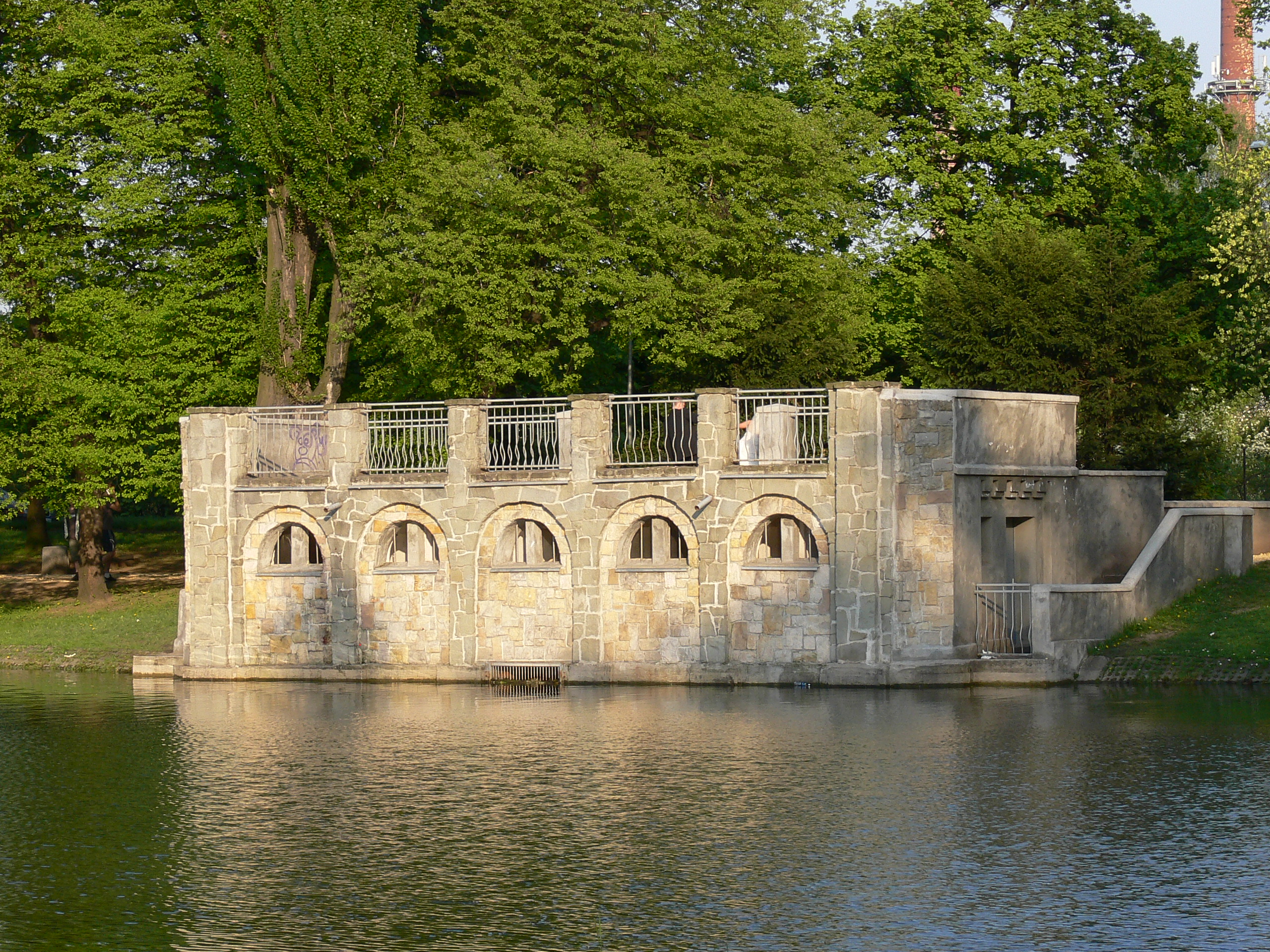
Aussichtsterrasse am Teich

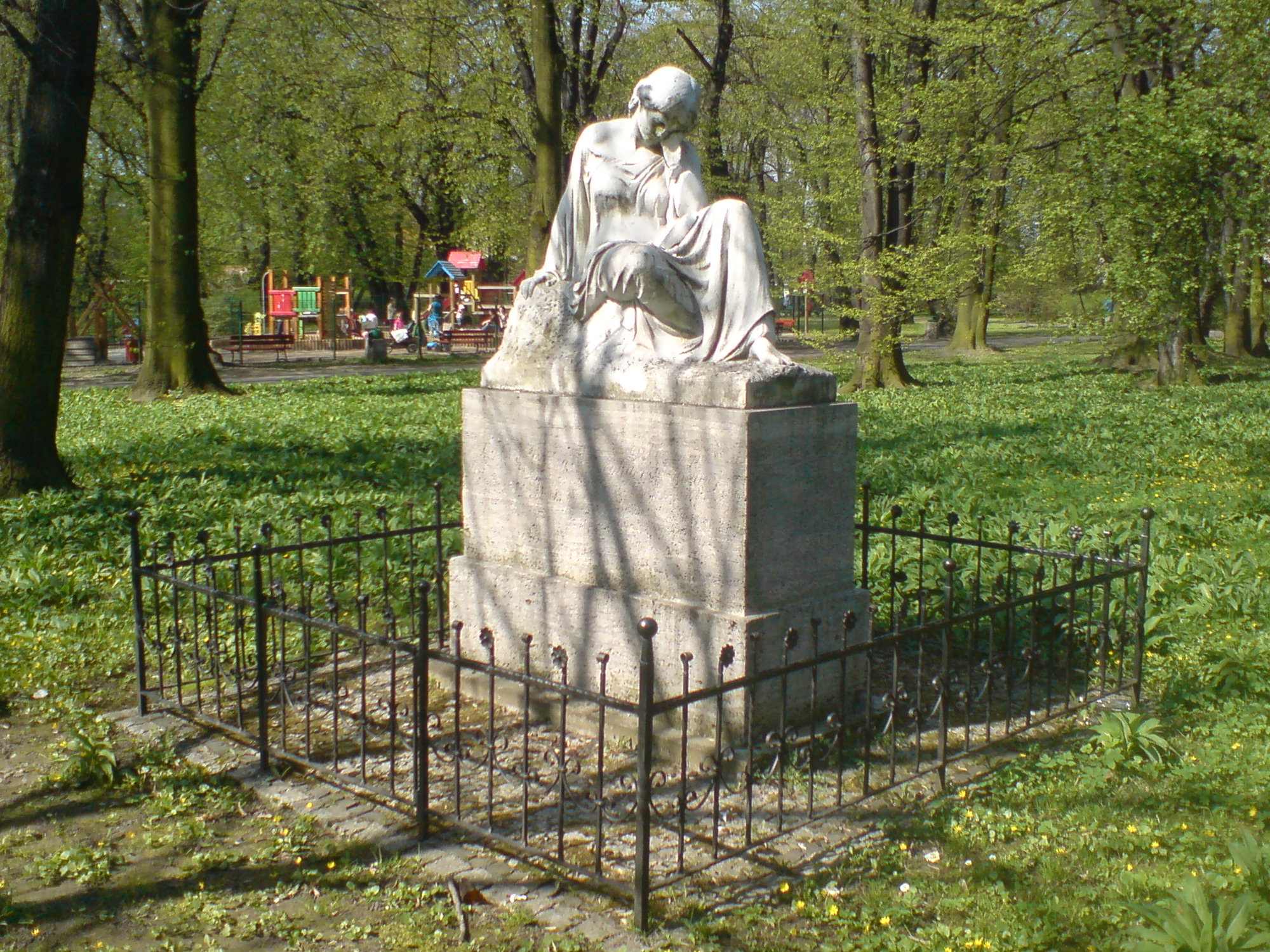
Altes Grabmal

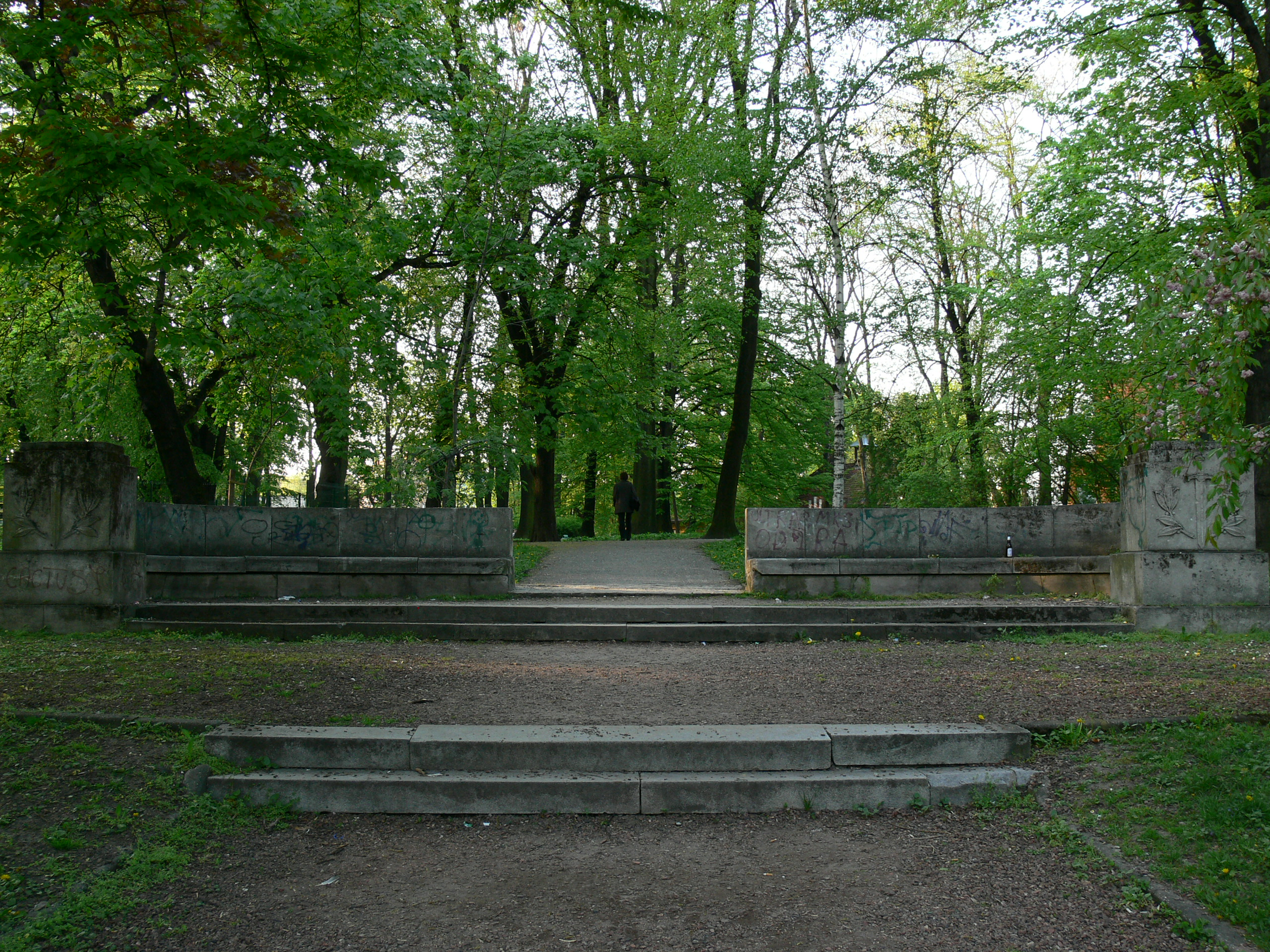
Reste des Gefallenendenkmals

Der Roth-Park (polnisch Park Roth, Park im. Miasta Roth) ist einer der großen Parks in der oberschlesischen Stadt Racibórz (Ratibor) mit einer Größe von 5,46 Hektar. Der Park hieß ursprünglich Eichendorffpark und wurde nach dem Zweiten Weltkrieg um die Flächen der angrenzenden eingeebneten ehemaligen Friedhöfe erweitert. Im Eichendorffpark wurde ein Gondelteich angelegt und ein Gefallenendenkmal für den Ersten Weltkrieg aufgestellt. Südlich befand sich eine Badeanstalt. Zwischenzeitlich wurde der Park nach K. Świerczewski benannt, heute trägt er den Namen der deutschen Partnerstadt Roth in Bayern.
Der Park liegt im Stadtteil Nowe Zagrody (Neugarten) zwischen den Straßen Opawska, Bema und Kochanowskiego.

## Geschichte
Das Gelände für den Eichendorffpark hat die Stadt Ratibor 1914 von den Erben der Familie Zenders erworben. 1920 wurden durch den Architekten Suzmann aus Hirschberg in Niederschlesien Pläne für den Park entworfen. Benannt wurde dieser nach dem bei Ratibor geborenen bedeutenden deutschen Lyriker und Schriftsteller Joseph von Eichendorff (1788–1857). Als Mittelpunkt des Parks wurde ein einen Hektar großer Gondelteich angelegt. 1926 wurde das große Gefallenendenkmal für die gefallenen Soldaten des Ersten Weltkriegs im Park errichtet, dessen Mitte eine große Figur des Erzengels Michael als Grabwächter schmückte. Michael gilt als traditioneller Schutzpatron der Soldaten. Diese Skulptur wurde geschaffen durch den Bildhauer Hans Dammann (1867–1942). Nach dem Zweiten Weltkrieg wurde die Skulptur zerstört.
1959 wurden der katholische und der evangelische Friedhof beseitigt und seine Flächen zum Park angeschlossen.
Im Park finden sich heute u. a. ein Teich mit Fontänen, ein künstlicher Wasserfall mit Steinen, ein Platz in Form einer Rotunde mit den Wappen der Städte Racibórz und Roth in der Pflasterung und angrenzender Konzertmuschel, die Reste des Gefallenendenkmals, ein Spielplatz, ein Fitnessparcours und einige Grabmale.
Im Park befinden sich mehrere Naturdenkmale:
- Echte Sumpfzypresse
- Gemeiner Efeu
- Gemeine Esche
- Hainbuche